# Classical Electrodynamics
Classical Electrodynamics (deutsch: Klassische Elektrodynamik) von John David Jackson ist ein Lehrbuch der theoretischen Physik für den Bereich der klassischen Elektrodynamik. Es gilt weltweit als Standardwerk an Universitäten.

## Inhalt
Das Buch deckt die gesamte klassische Elektrodynamik im weiteren Sinne ab, also inklusive der relativistischen, aber nicht der Quantenelektrodynamik (QED). Es beginnt mit Elektrostatik, Randwertproblemen und Magnetostatik, geht dann weiter zur eigentlichen Elektrodynamik mit den Maxwell-Gleichungen und der elektromagnetischen Strahlung und schließlich zur Beschreibung mithilfe der Speziellen Relativitätstheorie. Auch Magnetohydrodynamik und Plasmaphysik werden einführend behandelt. Quantenkorrekturen werden kurz angeschnitten, aber nicht im vollen Formalismus der QED behandelt.

## Originalveröffentlichung
Das englischsprachige Original erscheint bei John Wiley & Sons in New York. Die Erstausgabe erschien 1962 und basiert auf Vorlesungen, die Jackson in den vorangegangenen elf Jahren an den Universitäten McGill und Illinois hielt. Die Arbeit an einer überarbeiteten Neuauflage begann Jackson 1970 während eines Sabbaticals an der Universität Cambridge, sie erschien 1975. Die aktuelle, dritte Auflage folgte 1998 und hat 808 Seiten.

## Deutsche Veröffentlichung
Die deutsche Übersetzung erscheint bei de Gruyter. Die Erstausgabe stammt von 1981, überarbeitete Neuauflagen folgten 1983, 2002, 2006 und 2013. Die Übersetzung stammt von Kurt Müller, die aktuelle Auflage wurde auch von Christopher Witte bearbeitet. Sie hat 957 Seiten.

## Aktuelle Ausgaben
- Classical Electrodynamics. Wiley, New York 1998, ISBN 978-0-47130-932-1
- Klassische Elektrodynamik. De Gruyter, Berlin 2013, ISBN 978-3-11033-446-3